# Dingosa simsoni
Dingosa simsoni är en spindelart som först beskrevs av Simon 1898.  Dingosa simsoni ingår i släktet Dingosa och familjen vargspindlar. Inga underarter finns listade i Catalogue of Life.